# レヘル広場駅
座標: 北緯47度31分5.16秒 東経19度3分37.76秒 / 北緯47.5181000度 東経19.0604889度
レヘル広場駅（-ひろばえき）とは、ハンガリー共和国ブダペスト県ブダペスト市13区に位置するブダペスト地下鉄3号線の駅である。

## 駅構造
- 島式ホーム1面2線を有す地下駅。
- 深さ9.3m地点に存在する。

## 駅周辺
- レヘル広場

## 歴史
- 1981年12月30日 - エールムンカース広場駅として開業。
- 1990年 - 現駅名に改称。

## 隣の駅
ブダペスト地下鉄
■3号線
ドージャ・ジェルジ通駅 - レヘル広場駅 - ブダペスト西駅